# لیموترش انگشتی
لیموترش انگشتی، لیموترش انگشتی استرالیایی یا لیموترش خاویاری (نام علمی: Citrus australasica)، یک درختچه یا درخت کوچک خاردار از جنگل‌های بارانی نیمه‌گرمسیری و جنگل‌های بارانی در منطقه مرزی ساحلی کوئینزلند و نیو ساوت ولز، استرالیا است.
دارای میوه‌های خوراکی است که به عنوان یک محصول تجاری به فروش می‌رسد.

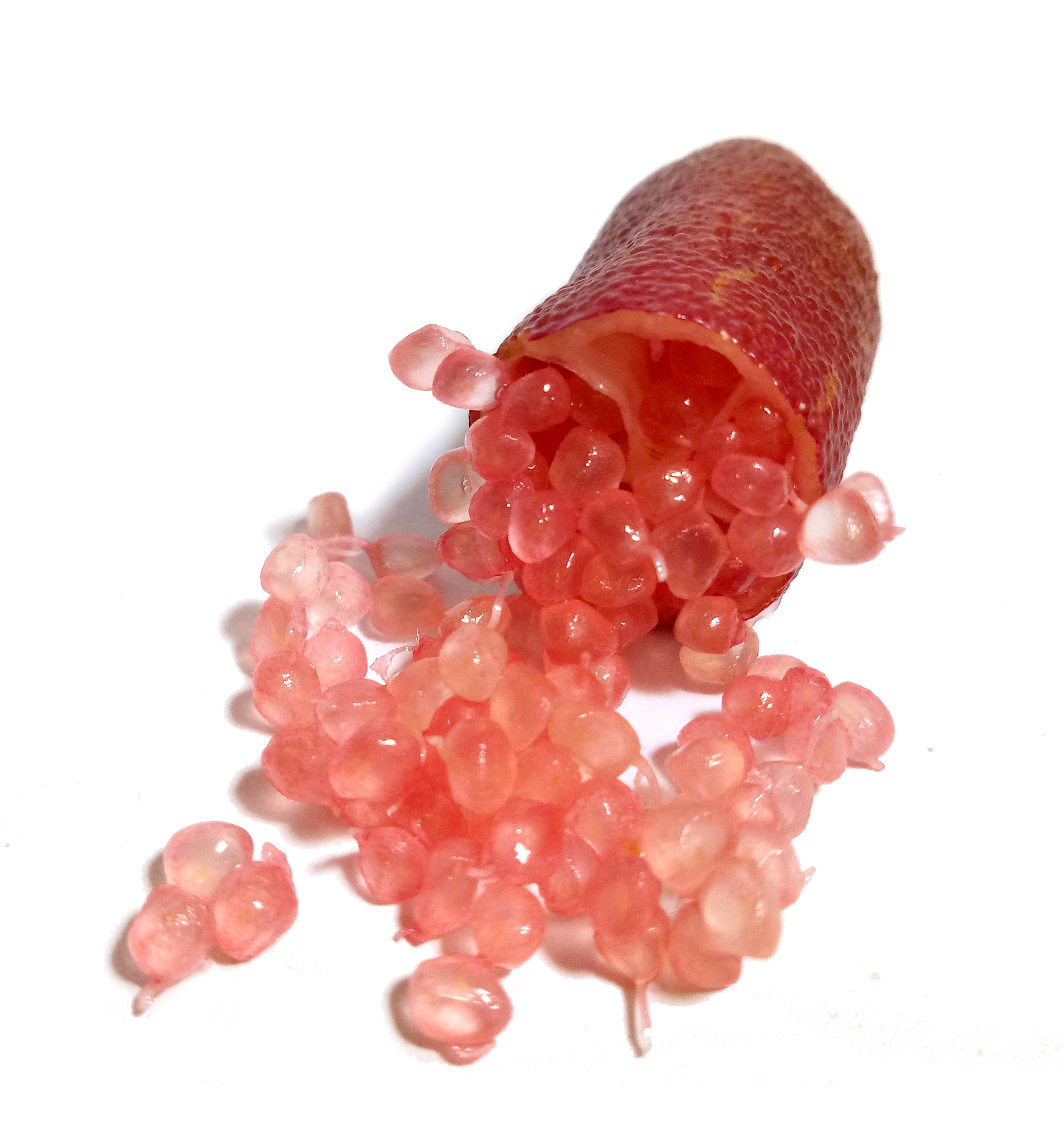
لیموترش انگشتی سرخ با وزیکول‌های آب‌میوه تا حدی استخراج‌شده

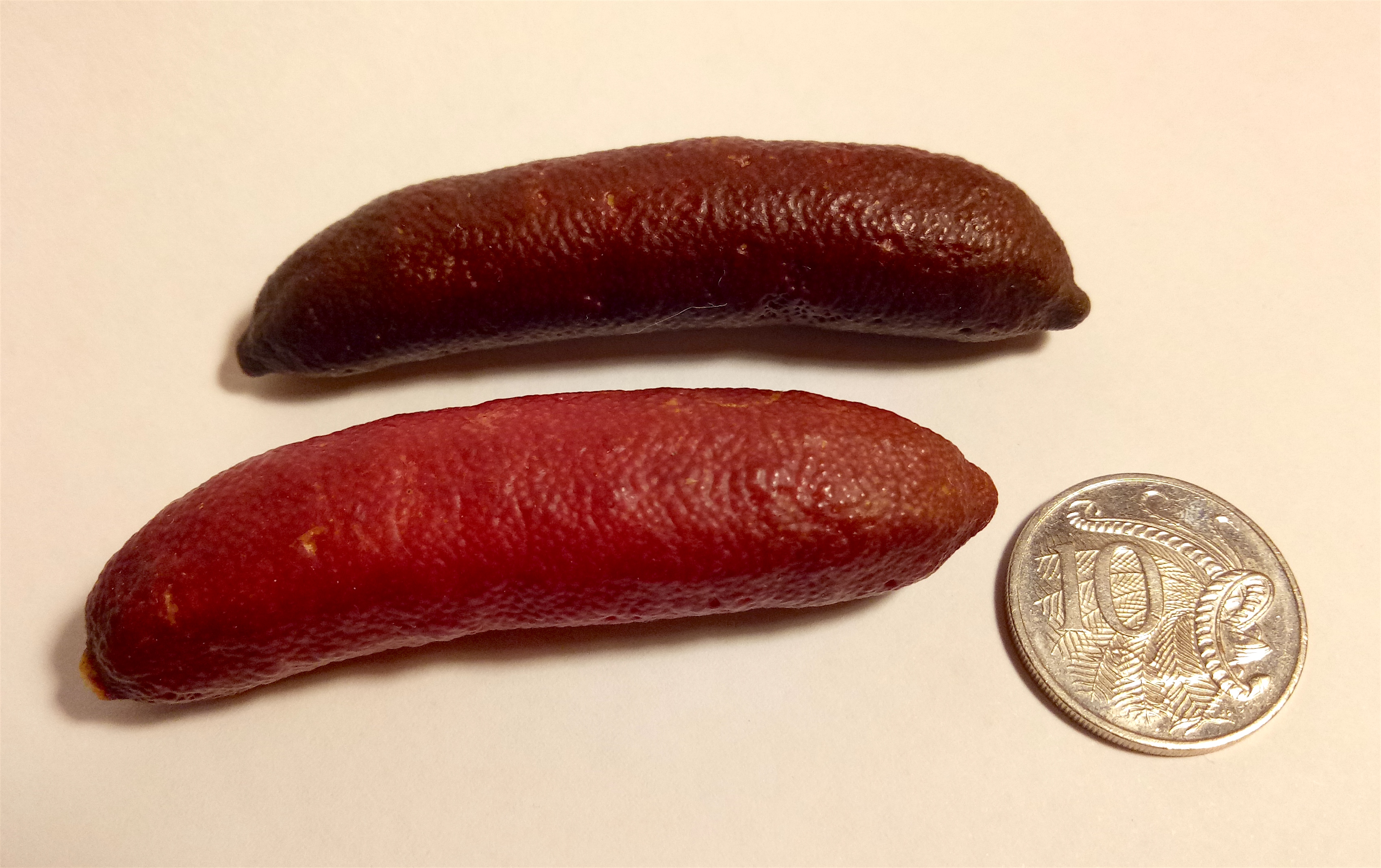
دو لیموترش سرخ انگشتی، در کنار یک سکه ده‌سنتی استرالیایی (قطر)